# Crambe tataria
Crambe tataria är en korsblommig växtart som beskrevs av Sebeók. Crambe tataria ingår i släktet krambar, och familjen korsblommiga växter. Inga underarter finns listade i Catalogue of Life.

## Bildgalleri

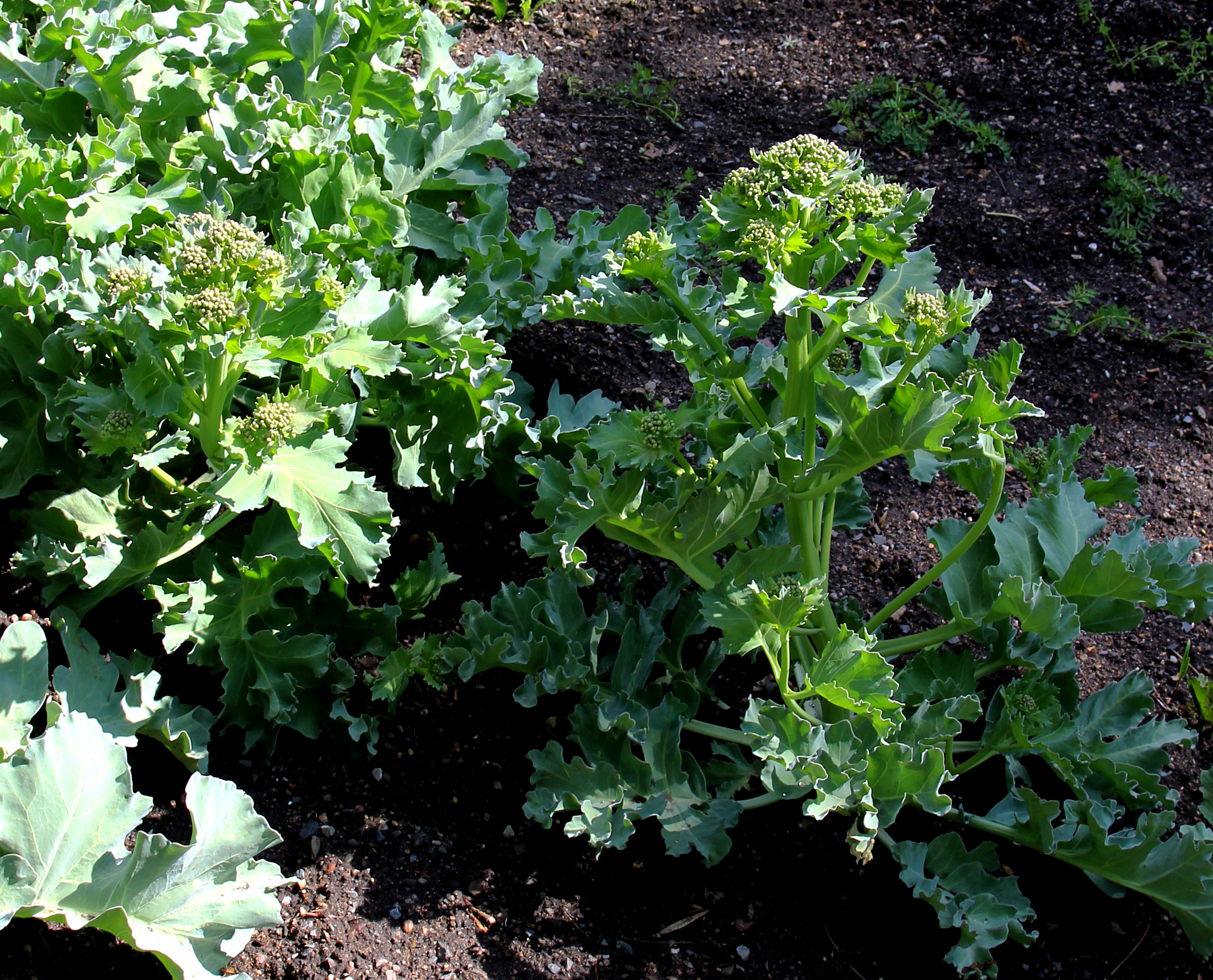
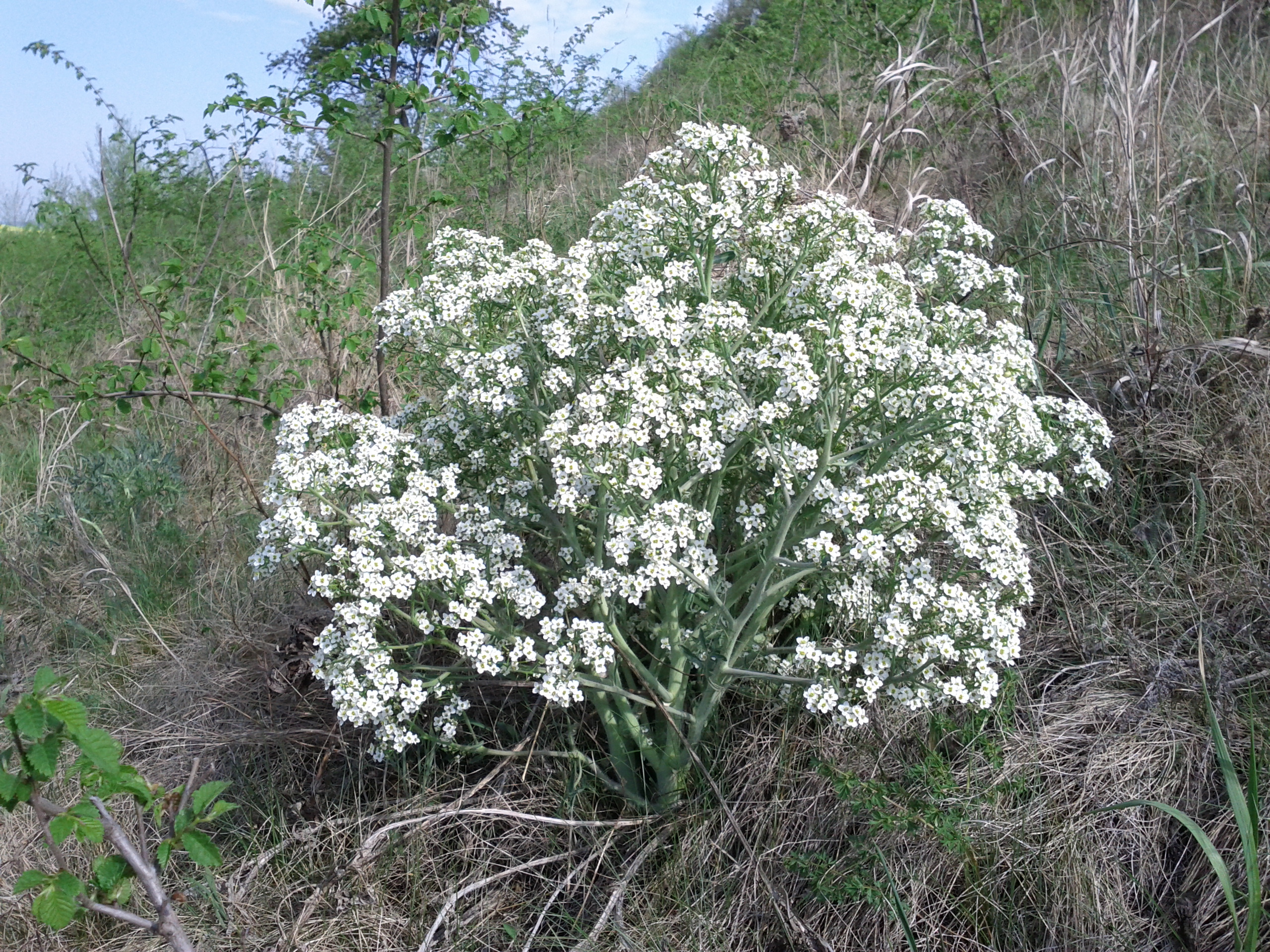
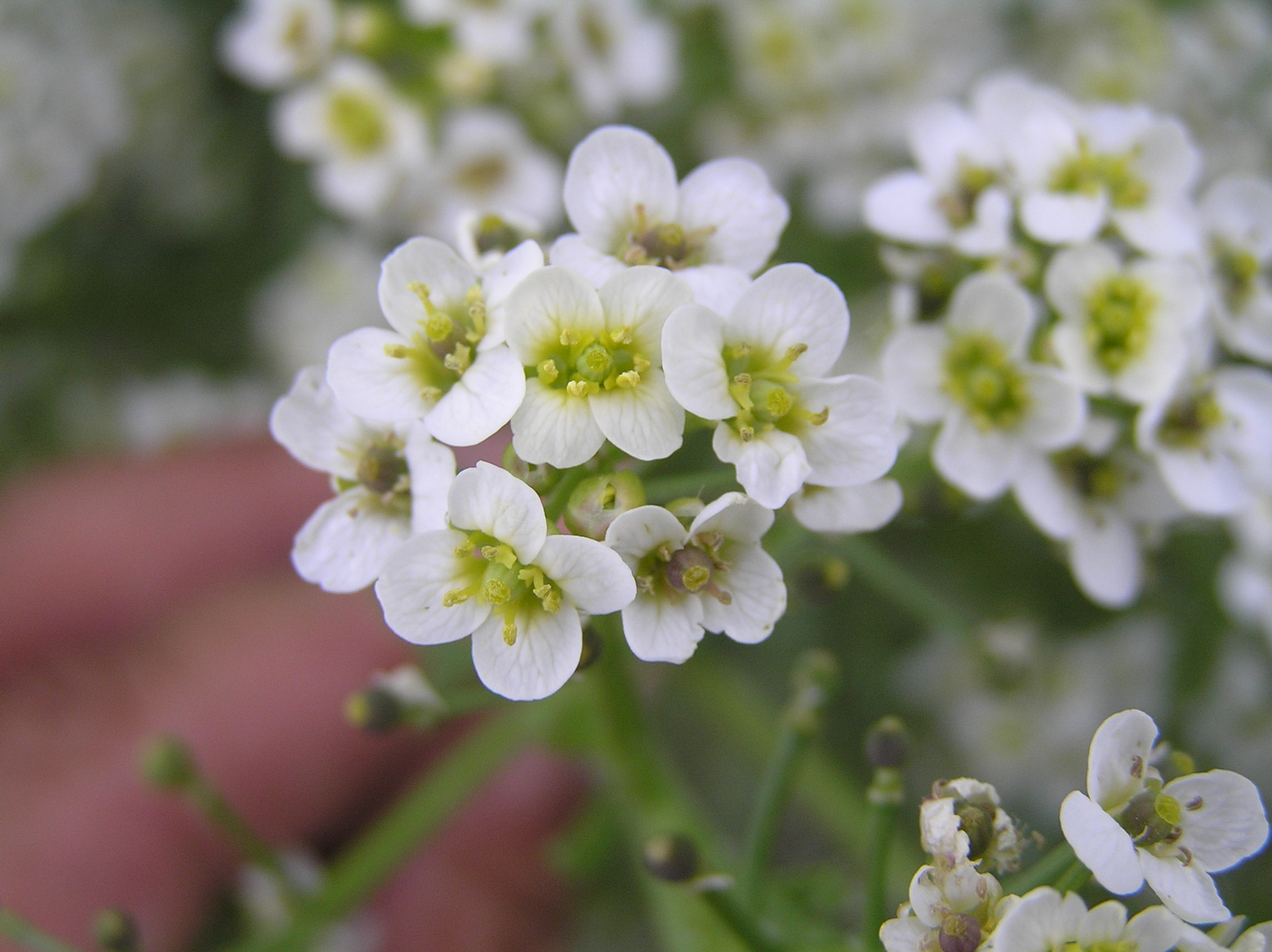
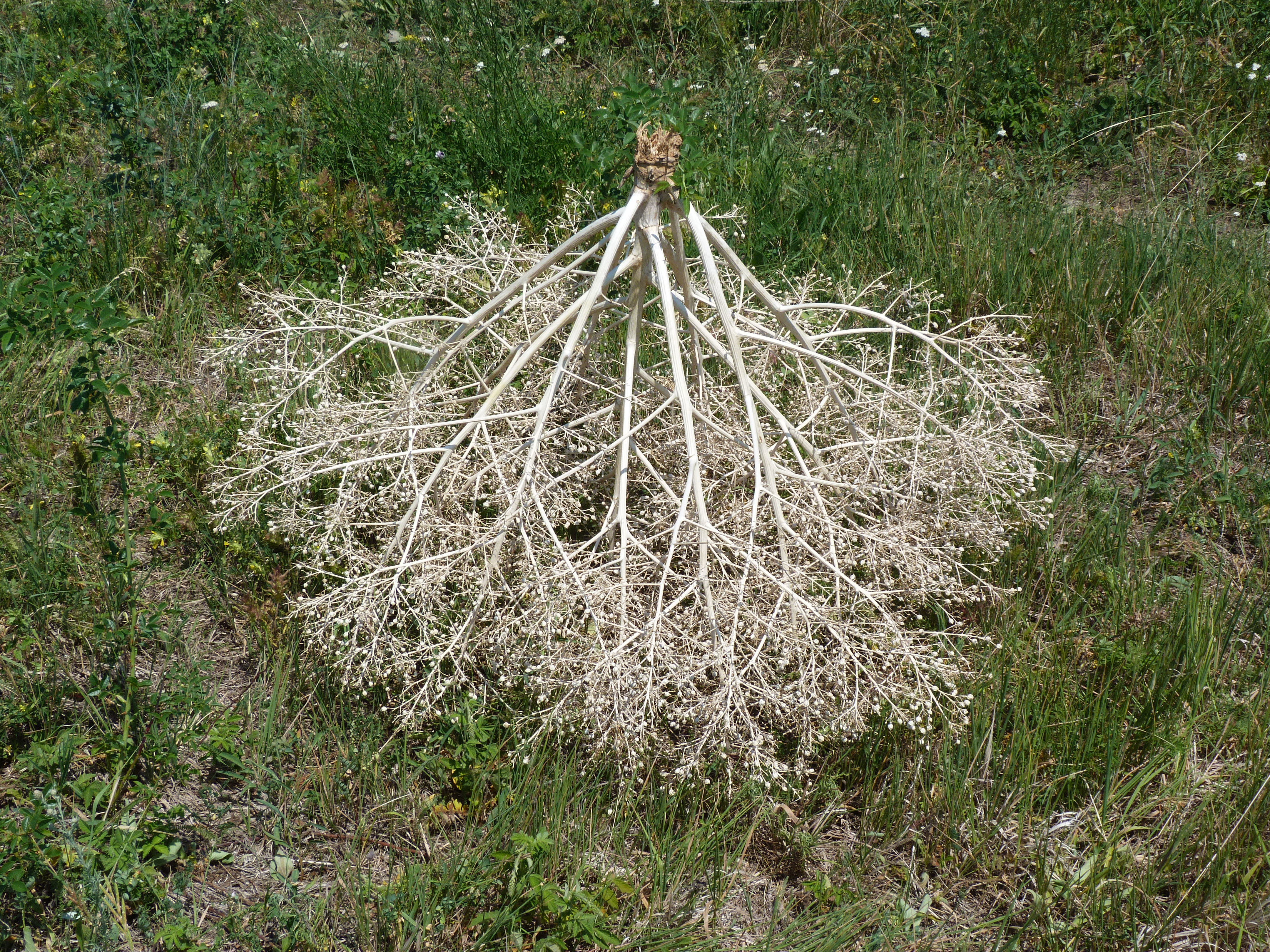
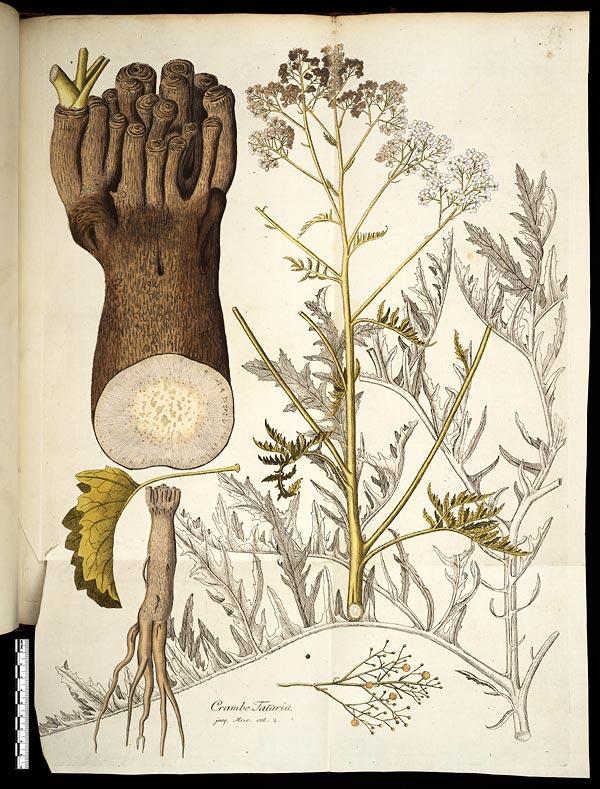
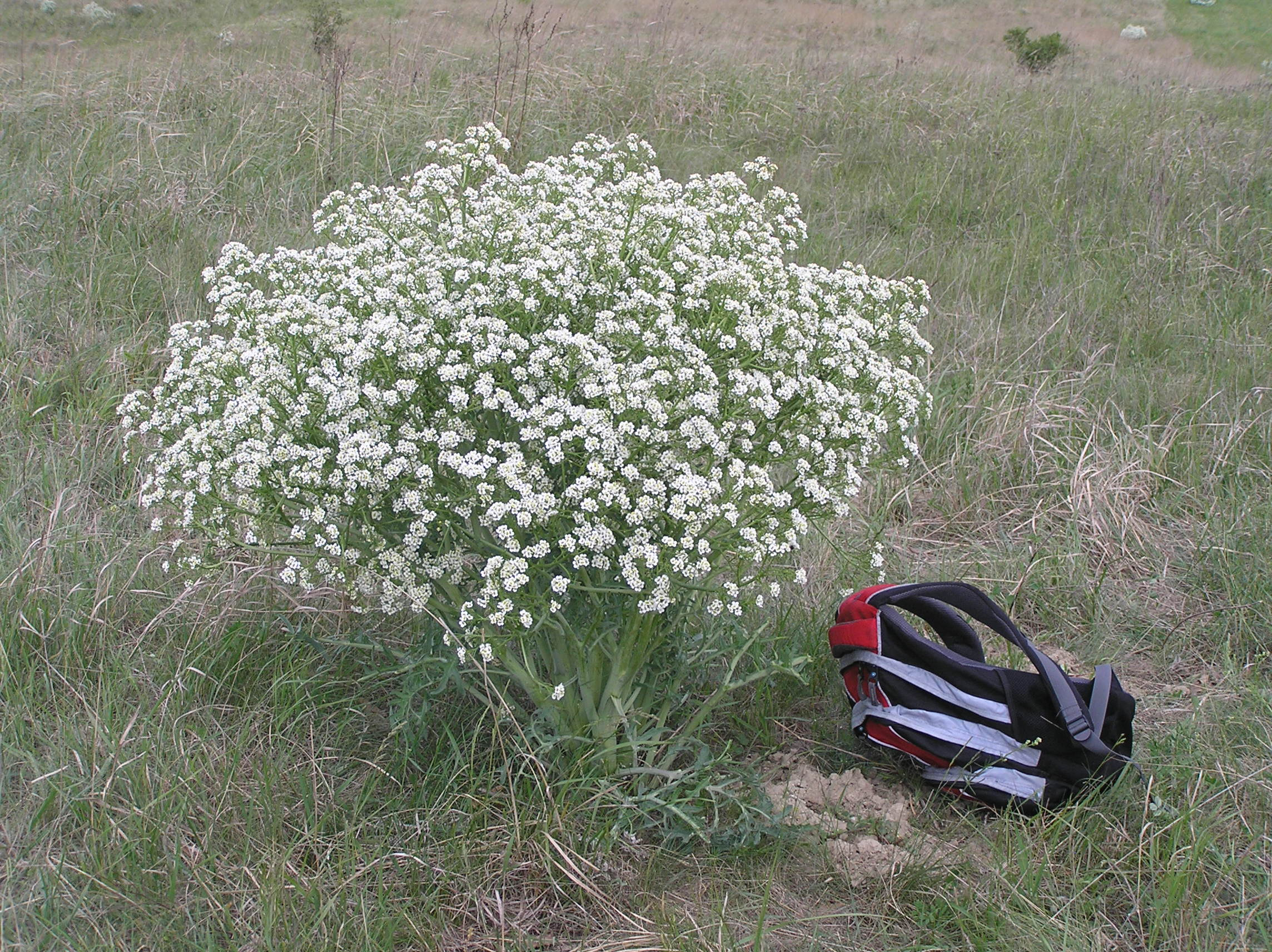